# Queen of Siam (Holy Moses)
Queen of Siam è il primo album ufficiale del gruppo musicale thrash metal tedesco Holy Moses, pubblicato nel 1986 come risultato finale di numerosi demo tra il 1981 e appunto il 1986.
Nel 2005 è stato ristampato in CD con l'aggiunta del demo di sette tracce intitolato Walpurgisnight registrato nel 1985.

## Tracce
1. Necropolis – 3:39
2. Don't Mess Around with the Bitch – 5:35
3. Devils Dancer – 4:20
4. Queen of Siam – 4:24
5. Roadcrew – 3:12
6. Walpurgisnight – 3:21
7. Bursting Rest – 3:39
8. Dear Little Friend – 5:36
9. Torches of Hire (strumentale) – 3:06

### Tracce bonus 2005
Walpurgisnight (demo 1985)
1. Intro – 1:22
2. Walpurgisnight – 6:14
3. Bursting Rest – 6:08
4. Torches Of Hire (strumentale) – 3:00
5. Queen Of Siam – 6:51
6. Death Bells – 3:47
7. Heavy Metal – 5:39

## Formazione
- Sabina Classen - voce
- Andy Classen - chitarra
- Ramon Brüsseler - basso
- Herbert Dreger - batteria
- Uli Kusch - batteria

Batterista nelle tracce bonus
- Joerg "Snake" Heins